# Powiat niżański (II Rzeczpospolita)

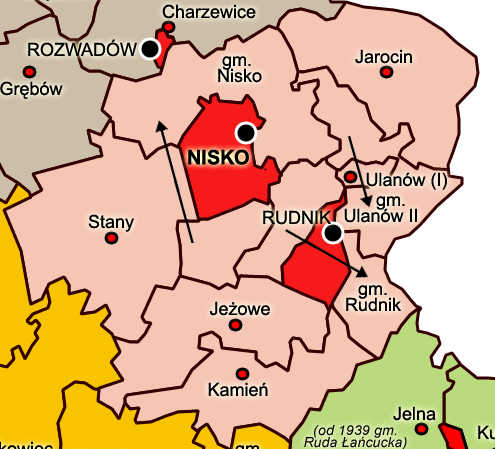

Powiat niżański – powiat województwa lwowskiego II Rzeczypospolitej. Jego siedzibą było miasto Nisko. 1 sierpnia 1934 r. dokonano nowego podziału powiatu na gminy wiejskie.

## Starostowie
- dr Artur Friedrich (-1927[2])
- Adam Skarżyński (1928–1930)[3][4][5]
- Adam Chitry (1930-1932)[6]
- Władysław Henszel (1932–)[7][8]

## Gminy wiejskie w 1934 r.
- gmina Nisko
- gmina Stany
- gmina Kamień
- gmina Jeżowe
- gmina Rudnik
- gmina Ulanów I
- gmina Ulanów II
- gmina Jarocin

## Miasta
- Nisko (od 1933)
- Rudnik
- Ulanów (do 1934)